# Amstleven

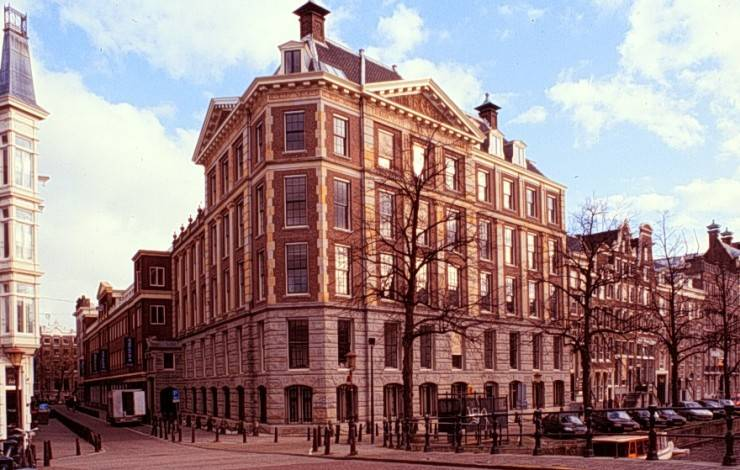
Keizersgracht 555 in Amsterdam, erbaut 1919

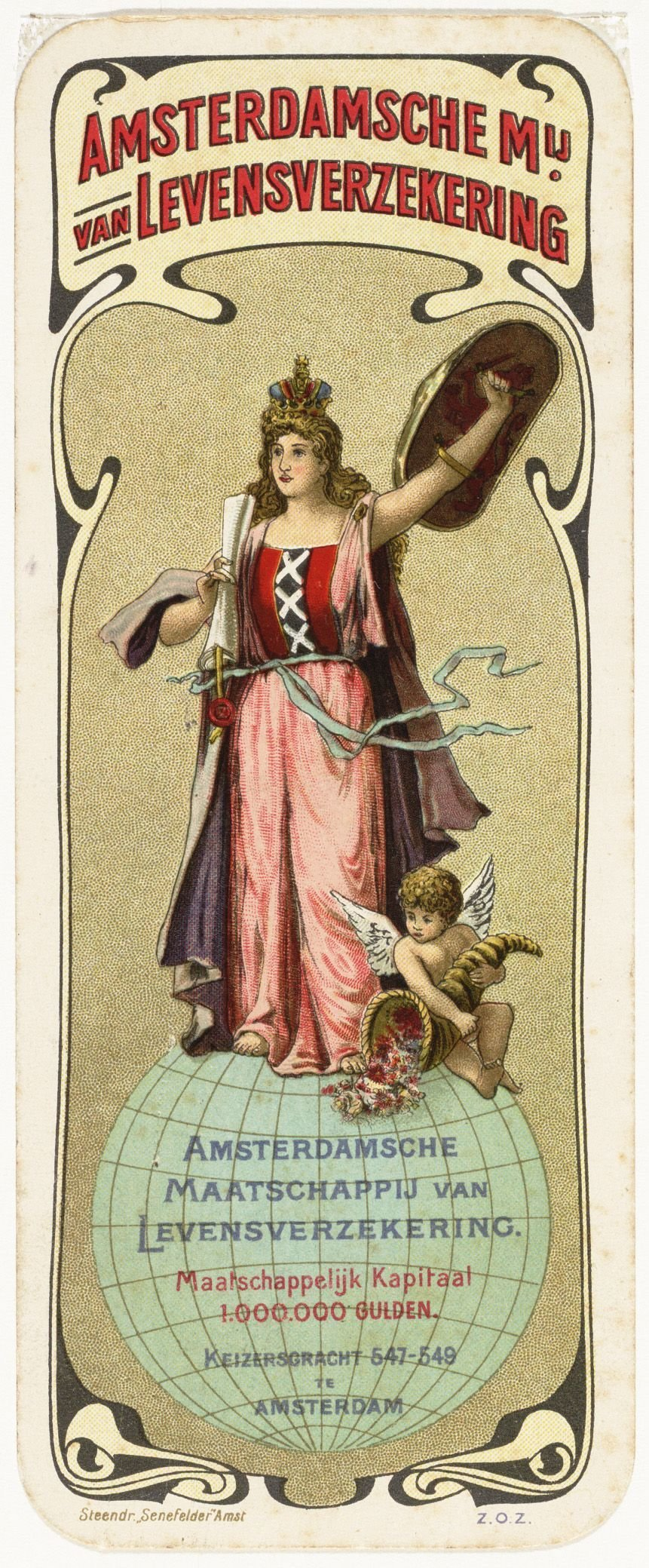
Werbebild Amstleven von 1897

Die Versicherungsgesellschaft "Amsterdamsche Maatschappij van Levensverzekering", abgekürzt Amstleven, wurde im Jahr 1892 in Amsterdam gegründet.  Das Unternehmen war ab 1897 auch in Indonesien, dem damaligen Niederländisch-Ostindien, tätig. 1967 fusionierte Amstleven mit der Hollandsche Societeit van Levensverzekeringen zu Delta, und 1969 bildeten Delta und De Nederlandsche Lloyd (Nedlloyd) die Versicherungsgesellschaft Delta Lloyd.

## Gründung
Die Initiative zur Gründung der Gesellschaft ging von vier orthodoxen protestantischen Führungspersönlichkeiten aus: Theodorus Heemskerk, Lodewijk Johan Sigismund van Kempen, Alexander Frederik de Savornin Lohman und Hendrik Jacobus van Vulpen. Sie wollten Versicherungen für Personen aus dem Umfeld  des extremen orthodoxen Protestantismus akzeptabel machen, da diese glaubten, dass Versicherungen im Widerspruch zu Gottes Wort und dem Heidelberger Katechismus stünden. Van Vulpen wurde der erste Direktor; die anderen drei Gründer bildeten den Aufsichtsrat, der sofort mit Jan Elias Nicolaas Freiherr Schimmelpenninck van der Oye und Hendrik Seret erweitert wurde. Das erste Jahr fand die Geschäftstätigkeiten im Privathaus von Van Vulpen statt, danach zog man in die Keizersgracht 729 um. Egge Venhuizen war der erste Berater für mathematische Fragen.

## Erweiterung
Bereits vier Jahre nach der Gründung wurde 1896 beschlossen, eine Niederlassung in Niederländisch-Ostindien zu eröffnen, so wie es bereits einige andere Versicherungsgesellschaften getan hatten. 1897 wurde das Büro in Surabaya eröffnet und der Sohn von Kommissar De Savornin Lohman: Alexander Frederik de Savornin Lohman junior wurde der Direktor der Niederlassung. Pieter Egas (1876–1952) wurde dort der mathematische Berater. Im Jahr 1898 wurde in den Niederlanden ein zweiter Direktor ernannt: Hendrik Seret. Die Versicherungen in Niederländisch-Ostindien lieferten einen wichtigen Beitrag zum Wachstum des Unternehmens. Nachdem Van Vulpen 1906 zurückgetreten und Seret 1912 gestorben war, bestanden die Vorstände in Amsterdam und Surabaya eine Zeit lang ausschließlich aus Mitgliedern der Familie De Savornin Lohman.
Im Jahr 1906 wurde J.P. Janse als mathematischer Berater des Aufsichtsrates von Amstleven eingestellt. Im Jahr 1912 wurde die Tochtergesellschaft "Amsterdamsche Maatschappij van Ongevallenverzekering" gegründet. Es wurde erwogen,  eine Erweiterung auch auf Haftpflicht- und Krankheitskosten vorzunehmen. 1920 übernahm Amstleven das Portfolio der Levensverzekeringsmaatschappij Utrecht in Niederländisch-Indien. Die Aktien der Amsterdamsche Credietbank, die das Unternehmen seit vielen Jahren besaß, wurden an die Hollandsche Voorschotbank in Haarlem verkauft. Die Credietbank war an sich recht profitabel, aber in der Kombination mit Lebensversicherungen ergab die Zusammenarbeit allerlei Reibungen. Unter anderem verlangte Amstleven, dass die Bank einem Kunden bei der Gewährung bestimmter Kredite auch eine Lebensversicherung von Amstleven über mindestens die Höhe des Kredits verkaufte.

## Gebäude und Standorte
Das Wachstum des Unternehmens erforderte ein größeres Gebäude, welches 1901 in der Keizersgracht 547–549, Ecke Nieuwe Spiegelstraat, gefunden wurde. Dort war auch Platz für andere Unternehmen, darunter die Generale Hypotheekbank, deren Kommissar und Aufsichtsratsmitglied Van Vulpen wurde. 1916 beschloss Amstleven, auf dem Gelände ein komplett neues Gebäude zu errichten, das von dem niederländischen Architekten Christiaan Bernhard Posthumus Meyjes sr. entworfen wurde. Amstleven zog vorübergehend in die Herengracht 414 um und konnte im Oktober 1919 in das neue Gebäude einziehen, welches dadurch die Adresse Nieuwe Spiegelstraat 17 trug. Um 1912 eröffnete Amstleven Filialen in Rotterdam und Den Haag, und nach und nach wurden Filialen in anderen größeren Städten, wie Groningen und Arnheim, eröffnet.

## Das Ende in Indonesien
Die japanische Besetzung von Niederländisch-Ostindien erwies sich als der Anfang vom Ende für diesen Teil des Geschäfts von Amstleven. Das europäische Personal wurde interniert. Der letzte Direktor schied 1953 aus und die Leitung des Büros in Surabaya wurde der dortigen Agentur 'A. van Hoboken &Co' übertragen. Im Jahr 1957 wurden alle in Indonesien tätigen Versicherungsgesellschaften unter Zwangsverwaltung gestellt und 1960 verstaatlicht. Seit Jahren war kein Kontakt mehr möglich gewesen, und die Firmen hatten ihr Vermögenswerte dort bereits abgeschrieben.

## Die letzten unabhängigen Jahre
1953 wurde die seit mehr als 20 Jahren gebräuchliche Abkürzung "Amstleven" offiziell in die Statuten aufgenommen. Das Unternehmenswachstum von Versicherern durch Fusionen und Übernahmen wurde ab den 1950er Jahren in der Versicherungsbranche zu einem regelmäßigen Phänomen. Im Jahr 1955 kaufte die Tochtergesellschaft "Amsterdamsche Maatschappij van Ongevallenverzekering" die Anteile der "Hollandsche Assurantie Mij". 1959 verliefen Sondierungsgespräche zwischen Amstleven und der "Onderlinge Brandwaarborgmaatschappij De Jong & Comp". im Sande, aber 1961 fusionierte das Unternehmen mit der "Arnhemsche Verzekerings Maatschappij tegen Brandschade". Sondierungsgespräche mit der "Hollandsche Societeit" kamen nicht wirklich voran, aber 1961 beschloss man, gemeinsam ein Informationsverabeitungszentrum zu errichten. Dieses wurde am 1. Februar 1963 offiziell eingeweiht, aber bereits Ende 1965 endete diese Zusammenarbeit. Im Jahr 1967 fusionierten die "Hollandsche Societeit" und Amstleven schließlich unter dem Namen "Delta". 1969 übernahm Delta die "Noord-Braband", eine Lebensversicherungsgesellschaft in Waalwijk. Im selben Jahr erfolgte die Fusion mit dem Sachversicherer "Nederlansche Lloyd" unter dem Namen Delta Lloyd.

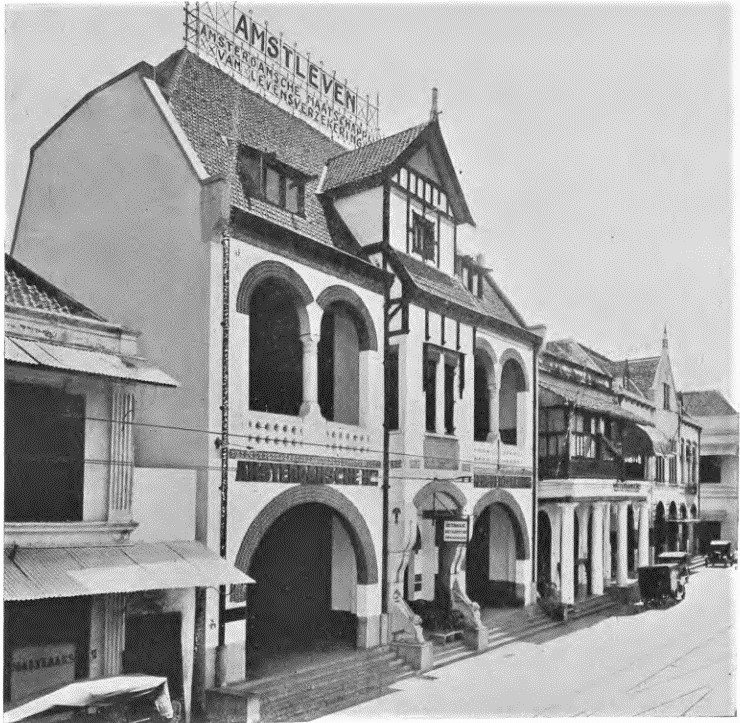
Bürogebäude Amstleven in Surabaya (1939)
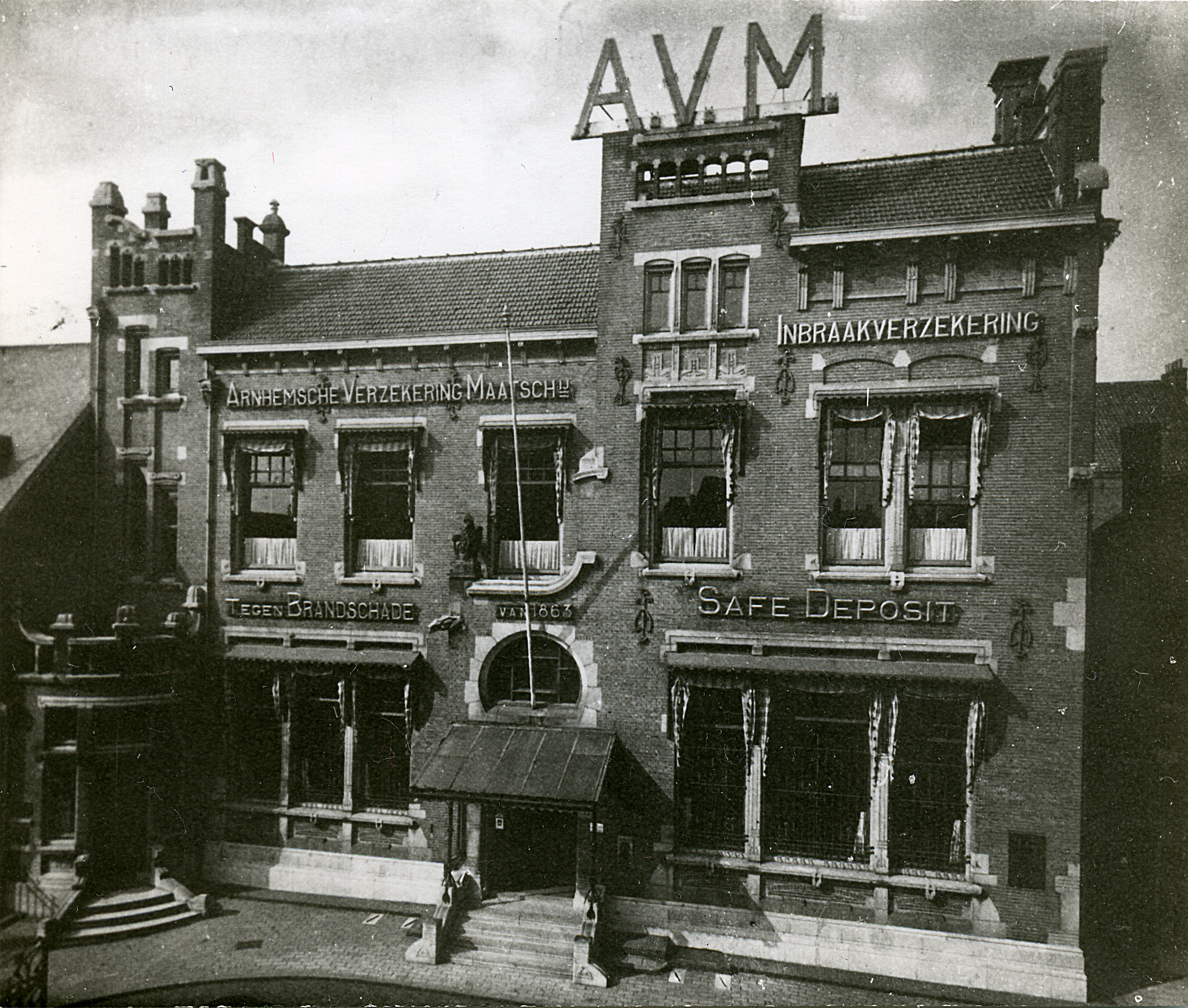
Arnhemsche Verzekering Maatschappij (1936), Weverstraat 40